# Архієрейська забора
48°28′11″ пн. ш. 35°04′38″ сх. д. / 48.4698342° пн. ш. 35.0772° сх. д.
Архієре́йська забо́ра Дніпра є першим об'єктом серед Дніпрових порогів у Архієрейській протоці між Монастирським островом й правим берегом Дніпра.
Наприкінці XVIII ст., після скасування Запорізької Січі, протоку дано було місцевому архієреєві для лову риби до «архірейському столу», через що та протока вкупі з заборою набула назви Архірейськими.
Сьогодні забора схована під піднятими водами Дніпровського водосховища.